# Sonic & Knuckles
Sonic & Knuckles (ソニック＆ナックルズ, Sonikku & Nakkuruzu) é um jogo eletrônico de plataforma desenvolvido pela Sega Technical Institute e publicado pela Sega. É um título da série Sonic the Hedgehog e foi lançado exclusivamente para Mega Drive em 18 de outubro de 1994.

## Jogabilidade
Em Sonic & Knuckles não há a presença de Tails. Compensando a falta entra o até então o vilão, Knuckles. Ainda assim é possível jogar com a raposa, pela tecnologia Lock-on, que será tratada mais adiante.
Essencialmente, são dois jogos diferentes, dependendo do personagem escolhido. Os caminhos de Knuckles são diferentes dos de Sonic, sendo que um não pode acessar ao caminho do outro sem truques ou cheatcodes.
As habilidades também mudam entre Sonic e Knuckles. Assim como Tails, que possui habilidade de voo, Knuckles pode planar [voar paralelo ao chão, porém caindo um  pouco] e escalar paredes. Knuckles possui velocidade semelhante a de Sonic, mas seu salto é mais baixo, o que dificulta em algumas partes. A jogabilidade de Sonic se mantém como em Sonic 3.
A forma super, assim como nos jogos anteriores, está presente neste e é obtida ao conseguir as sete esmeraldas. Um fato que chamou a atenção foi a presença de um Super Knuckles neste jogo.

## Enredo
Ao fim de Sonic 3, o Ovo da Morte de Eggman caiu na Ilha Flutuante. A ilha é esconderijo da Esmeralda Mestre e Eggman resolve usá-la para consertar a sua estação espacial. Ele então engana o guardião da esmeralda, Knuckles dizendo que Sonic deseja roubá-la. Então Knuckles passa a ajudar erroneamente Eggman. Ao chegar na Ilha, Knuckles rouba as 7 Esmeraldas Do Caos de Sonic e as espalha pela ilha, obrigando-o a recuperá-las. Ao derrotar Eggman na "Base do Lançamento", Sonic e Tails caem no "Vale dos Cogumelos". É onde começa o jogo Sonic & Knuckles. Sonic sabe que muitas das esmeraldas do caos estão escondidas na ilha, incluindo a poderosa Esmeralda Mestra, que é o motivo da ilha conseguir flutuar. Preocupado por saber que Robotnik tentará aproveitar o poder da Esmeralda para energizar o ovo da morte, para tentar deixar ele invencível! Sim, o mesmo do Sonic 2, agora reformulado e mais poderoso! Sonic precisa chegar à fortaleza espacial do cientista para destruir seu plano maligno. Chegando no Vale dos Cogumelos, Sonic flagra Knuckles no portal da Esmeralda Mestra. Ao entrar no portal, Sonic perde todas as Esmeraldas do Caos, que são transformadas pela Esmeralda Mestra em Super Esmeraldas. Essas Super Esmeraldas permitem Sonic virar Hyper Sonic e Knuckles virar Hyper Knuckles.
Para Knuckles o enredo é bem simples: o personagem estava descansando quando o Eggrobo, um robô de Eggman, joga uma bomba que acaba despertando a sua tranqüilidade. Irritado, Knuckles resolver perseguir o robô. Isso tudo foi plano de Robotnik, para que Knuckles fique distraído e ele possa ganhar mais tempo roubando a Esmeralda Mestre.
Além de tudo isso, Robotinik reconstruiu Metal Sonic (derrotado em Sonic CD) e Silver Sonic (derrotado em Sonic 2), criando o Mecha Sonic, um robô melhor e mais poderoso que os dois e que pode virar Super com o poder da esmeralda mestre.

## Tecnologia Lock-On

Sonic the Hedgehog 3 anexado ao cartucho de Sonic & Knuckles utilizando a tecnologia Lock-On.

O cartucho do jogo, além de funcionar sozinho, trabalha também com outros jogos criando combinações, através de uma tecnologia denominada Lock-On. Neste caso, Sonic & Knuckles age como um "pacote de expansão" (semelhante aos expansion packs da série The Sims), podendo ser combinado com Sonic 1, Sonic 2 e Sonic 3.
Combinando-o com Sonic 1 faz com que Sonic e Knuckles entre em vários níveis distintos de estágio especial no estilo de Sonic 3 e Sonic & Knuckles. Sua missão é pegar todas as bolas azuis para passar para o próximo nível. Este jogo é denominado por alguns fãs como Get Blue Spheres, ou Blue Spheres. No começo, aparece apenas uma tela dizendo "No way? No way!" (algo como não tem nada aqui, pode desistir!), sendo que para ativar, é necessário segurar as teclas A, B e C.
Com Sonic the Hedgehog 2, Knuckles assume o lugar de Sonic no enredo de Sonic 2 e torna-se jogável nas fases deste jogo, entretanto, Sonic e Tails, o modo 2 Players VS e todas as outras opções são desabilitadas.
Com Sonic the Hedgehog 3, jogam-se os dois jogos em sequência e com adaptações. A ativação do jogo em Lock-On torna-se vantajosa ao adicionar novas possibilidades, como tornar Knuckles jogável em Sonic the Hedgehog 3 e Tails jogável em Sonic & Knuckles, além de poder salvar o progresso do jogo em Sonic & Knuckles, algo inédito até então.
Conectando ainda o game com qualquer outro jogo do Mega Drive, ativa-se o Get Blue Spheres, mas em uma determinada fase apenas (conforme o jogo que você acopla, uma fase exclusiva do Special Stage é jogável, se outro jogo for acoplado, outra fase exclusiva do Special Stage é jogável). Get Blue Spheres contém mais de 1 000 fases diferentes de Special Stages, mas só acoplando Sonic the Hedgehog em Sonic & Knuckles é possível jogar todas as fases exclusivas. Nenhuma das fases de Get Blue Spheres é um estágio especial de Sonic the Hedgehog 3 e Sonic & Knuckles, independente do jogo acoplado.

## Versões em coletâneas
Em 1996, foi lançado Sonic & Knuckles Collection para Microsoft Windows. A coletânea apresentava os jogos Sonic the Hedgehog 3, Sonic & Knuckles e o lock-on Sonic 3 & Knuckles, com músicas convertidas em formato MIDI. Os sons dos créditos de Sonic the Hedgehog 3 e dos dois atos das fases Carnival Night, Icecap e Launch Base foram substituídos por outras diferentes. Coincidentemente todas as músicas substituídas são as que foram compostas por Michael Jackson, apesar de nenhuma fonte confirmar.
Mais tarde, já em 2002, foi lançado na coletânea Sonic Mega Collection para Playstation 2 e Game Cube juntamente com os outros jogos da série central.
Em 2009, o jogo foi incluso em outra coletânea, nomeada de Sonic's Ultimate Genesis Collection, para Playstation 3 e Xbox 360